# Kućišta Cesarička
Kućišta Cesarička is een plaats in de gemeente Karlobag in de Kroatische provincie Lika-Senj. De plaats telt 12 inwoners (2001).